# 5e Ambulance de campagne (Canada)
La 5e Ambulance de campagne (5e Amb c) est une unité de soins médicaux de la force régulière des Forces canadiennes basée à la base des Forces canadiennes Valcartier au Québec qui fait partie du 4e Groupe des Services de santé, mais qui est sous le commandement opérationnel du 5e Groupe-brigade mécanisé du Canada.